# جسی تاربکس بیلز

جسی تاربکس بیلز با جان باروز، ۱۹۰۸

جسی تاربکس بیلز (انگلیسی: Jessie Tarbox Beals; ۲۳ دسامبر ۱۸۷۰ – ۳۰ مهٔ ۱۹۴۲) اولین عکاس زن در ایالات متحده و اولین زنی که در شب عکاسی کرده بود.
او بیشتر به خاطر عکس‌های خبری مستقل خود، به ویژه از نمایشگاه خرید لوئیزیانا در سال ۱۹۰۴، و عکس‌های پرتره‌ از مکان‌هایی مانند دهکده بوهمین گرینیچ ویلج شناخته شده است.
نشانه‌های تجاری او «توانایی پیش بردن» و سرسختی او در غلبه بر موانع جنسیتی در حرفه‌اش بود.

## سنین جوانی و تحصیلات
بیلز در ۲۳ دسامبر ۱۸۷۰، جسی ریچموند تارباکس در همیلتون، انتاریو، کوچکترین فرزند جان ناتانیل تاربکس و ماری آنتوانت باست به دنیا آمد. جان تاربکس تولید کننده چرخ خیاطی بود و همکاری او با بزرگترین شرکت چرخ خیاطی در کانادا باعث ثروتمند شدن خانواده تاربکس شد. با این حال، وقتی بیلز هفت ساله بود، پدرش تمام سرمایه خود را در یک سرمایه‌گذاری بد از دست داد و ورشکست شد و به‌همین دلیل الکلی شد که سرانجام با اصرار همسرش خانه را ترک کرد.
بیلز «کودکی باهوش و زودرس» بود و در مدرسه جز شاگردان ممتاز بود. در چهارده سالگی در موسسه کالج انتاریو پذیرفته شد و در هفده سالگی گواهی تدریس خود را دریافت کرد. بیلز شروع به تدریس در مدرسه‌ای یک اتاقه در ویلیامزبرگ، ماساچوست کرد. در آن زمان برادرش پل نیز در آنجا زندگی می‌کرد.

## حرفه عکاسی
در سال ۱۸۹۳ بیلز موقعیت آموزشی جدیدی در گرینفیلد، ماساچوست بدست آورد و از نمایشگاه جهانی کلمبیا در شیکاگو بازدید کرد. در بازدید از نمایشگاه، علاقه بیلز به ملاقات با فرانسیس بنجامین جانستون و گرترود کاسبیر برانگیخته شد.
در سال ۱۸۹۹، بیلز اولین پیشنهاد کار حرفه‌ای خود را از طرف روزنامه بوستون پست دریافت کرد و از او خواست تا از زندان ایالتی ماساچوست عکاسی کند.

## سال‌های آخر
با افزایش تعداد عکاسان زن در طول دهه ۱۹۲۰، بیلز تمرکز خود را در عکاسی تخصصی روی سخنرانی‌های عمومی، باغ‌های حومه شهر و املاک ساحل‌های شرقی ثروتمند تغییر داد.
در سال ۱۹۲۸، او و نانت به کالیفرنیا برای عکاسی از املاک هالیوود نقل مکان کردند. رکود اقتصادی بزرگ آمریکا در آن سال‌ها، بیلز و نانت را در سال ۱۹۳۳ به نیویورک بازگرداند، جایی که بیلز در روستای گرینویچ زندگی و کار می‌کرد.